# Grafschaft Laval
Die Herrschaft Laval und spätere Grafschaft Laval mit dem Hauptort Laval erscheint erstmals im ersten Viertel des 11. Jahrhunderts. Die Burg wurde von Guy I. de Dénéré (oder Guy I. de Laval) gebaut, einem Vasallen des Grafen Herbert I. von Maine († um 1035).

## Geschichte

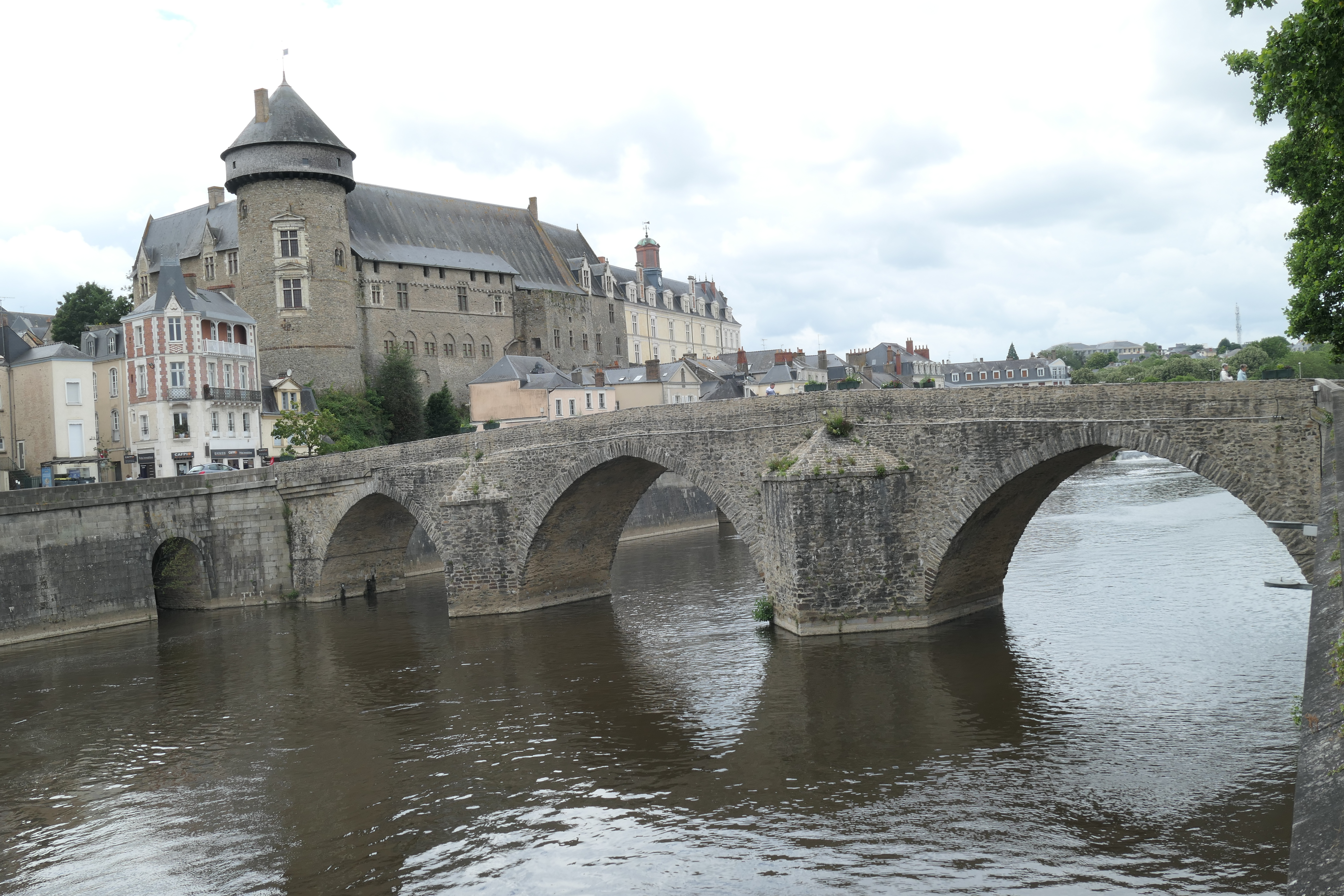
Burg Laval über dem Fluss Mayenne

Die letzte Angehörige des (ersten) Hauses Laval war Emma von Laval, die im 13. Jahrhundert Mathieu II. de Montmorency aus dem Haus Montmorency heiratete, und die Herrschaft Laval mit in die Ehe brachte. Mit dem Aussterben der männlichen Linie der Laval-Montmorency mit Guy XII. de Laval im Jahr 1412 fiel die Burg an dessen Schwiegersohn, Jean de Montfort-Gaël, der die Tradition wahrend den Namen Guy XIII. de Montfort-Laval annahm. Dessen Sohn Guy XIV. de Laval folgte 1415. Er war ein Waffengefährte Jeanne d’Arcs und erhielt von König Karl VII. 1429 die Erhebung Lavals zur Grafschaft. Seine Nachkommen hatten die Grafschaft bis 1794 inne. 
Zeitweise gehörten große Besitzungen zur Grafschaft. Die Nichte und Erbin von Guy XVII. de Laval, Guyonne de Rieux, führte die Titel Comtesse de Laval, de Montfort, de Quintin, d'Harcourt, Vicomtesse de Rennes et de Donges, Baronne de Vitré, de la Roche-Bernard, Dame de Rieux, de Rochefort, de l'Argouest, de Lillebonne, d'Aubigné, de Bécherel etc.
Der bekannteste Angehörige der Familie, wenn auch aus einer Nebenlinie der Montmorency, ist Gilles de Rais, mit vollem Namen Gilles de Montmorency-Laval, Baron de Rais.
Im Januar 1642 wurde Hilaire de Laval aus dem Haus Montmorency zum Marquis de Lezay (Département Deux-Sèvres) ernannt, im Oktober 1643 erhielt er die Erlaubnis, dieses Marquisat „Laval-Lezay“ zu nennen. Im Oktober 1748 wurde der Marquis Gui André Pierre de Montmorency-Laval, der spätere Marschall von Frankreich, zum Herzog von Laval ernannt, wobei das Herzogtum Laval aus dem Marquisat Magnac und der Baronie Arnac (beide im heutigen Département Haute-Vienne) gebildet wurde, also mit der früheren Herrschaft Laval nicht mehr zu tun hatte. Der Titel erlosch 1851.

## Die Herren von Laval

### Haus Laval

Wappen des Hauses Laval

- Guy I. de Laval, († 1055)
- Hamon de Laval
- Guy II. de Laval
- Guy III. de Laval
- Guy IV. de Laval
- Guy V. de Laval, († 1174)
- Guy VI. de Laval, (1174–1210)
- Emma de Laval (1200–1264)

### Haus Montmorency
- Guy VII. de Laval, (1264–1267)
- Guy VIII. de Laval, (1267–1295)
- Guy IX. de Laval, (1295–1333)
- Guy X. de Laval, (1333–1347)
- Guy XI. de Laval, (1347–1348)
- Guy XII. de Laval, (1348–1412)
- Guy XIII. de Laval, (1412–1414)

Wappen des Hauses Montmorency-Laval

- Anne de Montmorency-Laval, (1414–1429)

## Die Grafen von Laval

### Haus Montfort-Laval,Haus Rieux,Haus Coligny

Wappen der Herren von Montfort, Grafen von Laval

- Guy XIV. de Laval, (1429–1486), 1429 Erhebung der Herrschaft zur Grafschaft Laval
- Guy XV. de Laval, (1486–1500)
- Guy XVI. de Laval, (1500–1531)
- Guy XVII. de Laval, (1531–1547)
- Guy XVIII. de Laval, Guyonne de Rieux, Guy XVIII. de Laval (Louis de Sainte-Maure) (1547–1567)
- Guy XIX. de Laval (Paul de Coligny), (1567–1586)
- Guy XX. de Laval, (1586–1605)

### Haus La Trémoille
- Henri III. de la Trémoïlle (1604–1674), Herzog von Thouars, Herzog von La Trémoille, Fürst von Talmont und Tarent, Graf von Laval, Montfort, Taillebourg und Benon, Baron von Quintin
- Charles Belgique Hollande de La Trémoille (1674–1709), Herzog von Thouars, Pair von Frankreich, Herzog von La Trémoille, Fürst von Talmont und Tarent, Graf von Laval, Montfort und Benon
- Charles Louis Bretagne de La Trémoille (1709–1719), Herzog von Thouars, Pair von Frankreich, Herzog von La Trémoille, Graf von Laval etc.
- Charles-Armand-René de La Trémoille (1708–1741), Herzog von la Trémoille und Thouars, Pair von Frankreich, Fürst von Tarent, Graf von Laval, Mitglied der Académie française
- Jean Bretagne Charles de La Trémoille (1737–1792), Herzog von Thouars, Graf von Laval und Beaufort.
- Charles Bretagne Marie Joseph de La Trémoille, † 1839, 7. Herzog von La Trémoille, 8. Herzog von Thouars, Graf von Laval
- Louis Charles de La Trémoille (1838–1911), 8. Herzog von La Trémoille, 9. Herzog von Thouars, Graf von Laval
- Louis Charles Marie de la Trémoïlle (1911–1921), 9. Herzog von La Trémoille, 10. Herzog von Thouars, Graf von Laval
- Louis Jean Marie de la Trémoille (1921–1933), 10. Herzog von La Trémoille, 11. Herzog von Thouars, Graf von Laval

### Haus Ligne
- Henri de Ligne (1933–1967)
- Jean-Charles de Ligne de la Trémoïlle (1967–2005)
- Charles-Antoine de Ligne de la Trémoïlle (* 1946)

## Die Marquis von Laval-Lezay
- Hilaire de Laval (1599–1670), 1642 Marquis de Lezay, 1643 Marquis de Laval-Lezay
- Gui Urbain de Laval († 1685), dessen Bruder, 1670 2. Marquis de Laval-Lezay
- Pierre III. de Laval, († 1687), dessen Sohn, genannt Le Comte de Laval, 1685 3. Marquis de Laval-Lezay, Marquis de Magnac
- Gui André de Laval († 1745), dessen Sohn, 1687 4. Marquis de Laval-Lezay, Marquis de Magnac
- Gui André Pierre de Montmorency-Laval (1723–1798) 1745 5. Marquis de Laval-Lezy, Oktober 1748 Duc de Laval, 1783 Marschall von Frankreich.